# Окулярник мангровий
Окулярник мангровий (Zosterops luteus) — вид горобцеподібних птахів родини окулярникових (Zosteropidae). Ендемік Австралії.

## Опис

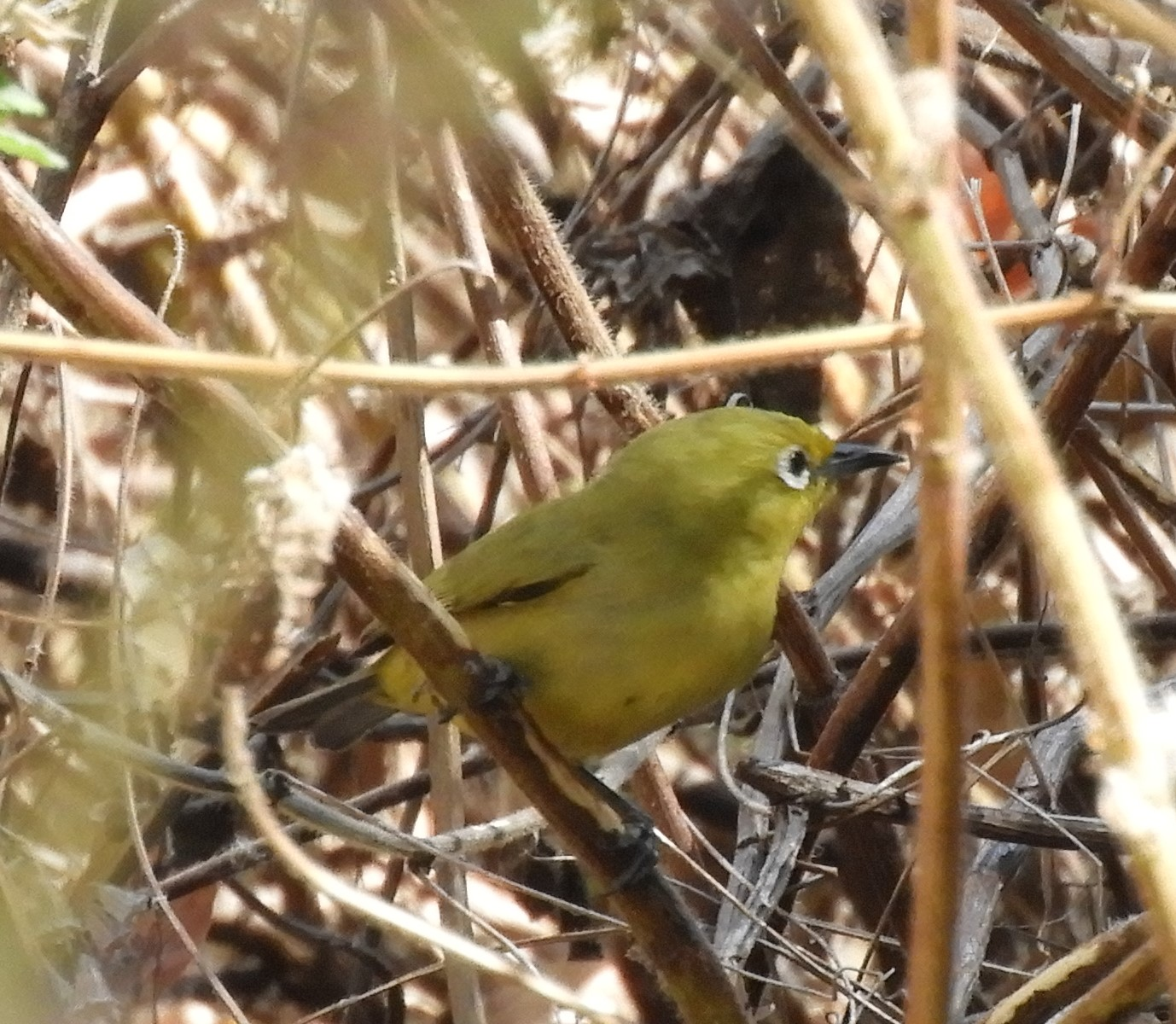
Мангровий окулярник

Довжина птаха становить 10—11 см, розмах крил 5,2—5,9 см, довжина дзьоба 1,2—1,6 см, вага 6,5—11 г. Верхня частина тіла жовтувато-оливкова, нижня частина тіла жовта, горло яскраво-жовте. Дзьоб сірий, чорний або бурий, лапи сірі. Навколо очей характерні білі кільця.

## Підвиди
Виділяють два підвиди:
- Z. l. balstoni Ogilvie-Grant, 1909 — північний захід Австралії[10];
- Z. l. luteus Gould, 1843 — північ і північний схід Австралії, невеликі острови на північ від Австралії.

## Поширення і екологія
Мангрові окулярники поширені на північному узбережжі Австралії від затоки Шарк на заході до західного узбережжя півострова Кейп-Йорк на сході. Також популяції мангрових окулярників мешкають на островах на північ від Австралії та на східному узбережжі континенту в дельті річки Бердекін. Вони живуть переважно в мангрових лісах, а також у рівнинних тропічних лісах.

## Поведінка
Мангрові окулярники живуть парами або невеликими зграйками. Харчуються комахами, личинками і нектаром.